# Rhipidia tridigitata
Rhipidia tridigitata är en tvåvingeart som först beskrevs av Alexander 1943.  Rhipidia tridigitata ingår i släktet Rhipidia och familjen småharkrankar.
Artens utbredningsområde är Ecuador. Inga underarter finns listade i Catalogue of Life.